# DEKA Arm — 3
DEKA Arm — 3 — бионический протез руки, управляемый биоэлектрическими сигналами. Создан в США фирмой DEKA Research & Development Corporation в 2014 году. Состоит из электрического аккумулятора или батареи, десяти электрических приводов, обеспечивающих сгибание и повороты в плечевом, локтевом суставах и запястье, а также захваты (привод есть в каждом пальце), встроенного компьютера для обработки сигналов с датчиков и согласования работы электроприводов, датчиков для обратной связи, миоэлектрических датчиков, крепящихся к культе пациента и передающих сигналы на встроенный компьютер, управляющий электрическими приводами.